# Eustomias orientalis
Eustomias orientalis es una especie de pez de la familia Stomiidae en el orden de los Stomiiformes.

## Morfología
• Los machos pueden llegar alcanzar los 16 cm de longitud total.
- Número de  vértebras: 68.[1][2]

## Hábitat
Es un pez de mar y de aguas profundas que vive hasta 150 m de profundidad.

## Distribución geográfica
Se encuentra en el Japón y al norte de Nueva Guinea.